# 1641
| 1641               |
| ------------------ |
| Dødsfald - Fødsler |
|                    |

| Gregoriansk kalender | 1641 MDCXLI             |
| Ab urbe condita      | 2394                    |
| Armensk kalender     | 1090 ԹՎ ՌՂ              |
| Kinesiske kalender   | 4337 – 4338 庚辰 – 辛巳 |
| Etiopisk kalender    | 1633 – 1634             |
| Jødisk kalender      | 5401 – 5402             |
| Hindukalendere       |                         |
| - Vikram Samvat      | 1696 – 1697             |
| - Shaka Samvat       | 1563 – 1564             |
| - Kali Yuga          | 4742 – 4743             |
| Iransk kalender      | 1019 – 1020             |
| Islamisk kalender    | 1051 – 1052             |

Konge i Danmark: Christian 4. 1588-1648
Se også 1641 (tal)

## Begivenheder
- 5. juli – Kristiansand bliver grundlagt af Christian 4..
- 23. oktober – I Ulster i Irland anretter katolikker et blodbad på protestanterne. Antallet af ofre anslås til 30.000
- 9. november - Ribe Ret fælder heksedom over Maren Splids fra byen
- Nyboder i København er ved at være færdigbygget

## Dødsfald
- 9. oktober – Maren Splids brændes som heks i Ribe, efter en af de mest omtalte hekseprocesser.